# デュプレクス (重巡洋艦)
|          | |
| 艦歴     | |
| 発注     | |
| 起工     | 1929年11月14日 |
| 進水     | 1930年10月9日 |
| 就役     | 1932年7月7日 |
| 退役     | |
| その後   | 1942年11月27日にトゥーロンで自沈 |
| 除籍     | |
| 性能諸元 | |
| 排水量   | 基準：10,000トン、満載：12,780トン |
| 全長     | 196 m |
| 全幅     | 20 m |
| 吃水     | 7.3 m |
| 機関     | ギョ・ド・タンブル式重油専焼水管缶9基＋ラトー・ブルターニュ式ギヤードタービン3基3軸推進、100,000 shp |
| 最大速   | 32ノット |
| 乗員     | 773名 |
| 兵装     | Model 1924 20.3cm（50口径）連装砲4基、 Model 1922 7.5cm（60口径）単装高角砲8基 M1926 9cm（50口径）連装高角砲4基 オチキス 37mm（50口径）連装機関砲4基、 オチキス 13.2mm（76口径）4連装機銃3基、 55cm3連装水上魚雷発射管4基 |

デュプレクス (Dupleix) は1930年進水のフランス海軍の重巡洋艦。シュフラン級。

## 艦歴
ブレスト工廠で建造。1929年11月14日起工。1930年10月9日進水。1932年7月20日竣工。
就役後、地中海側に配備される。
第二次世界大戦が始まると、ドイツの通商破壊艦などの捜索に従事。
1940年6月14日、重巡洋艦コルベール、駆逐艦2隻とともにイタリアのジェノバを砲撃した。
1942年11月27日、トゥーロンで自沈。枢軸極により1943年7月3日に浮揚されるが、1944年に空襲で沈没。